# Hermann Boßdorf

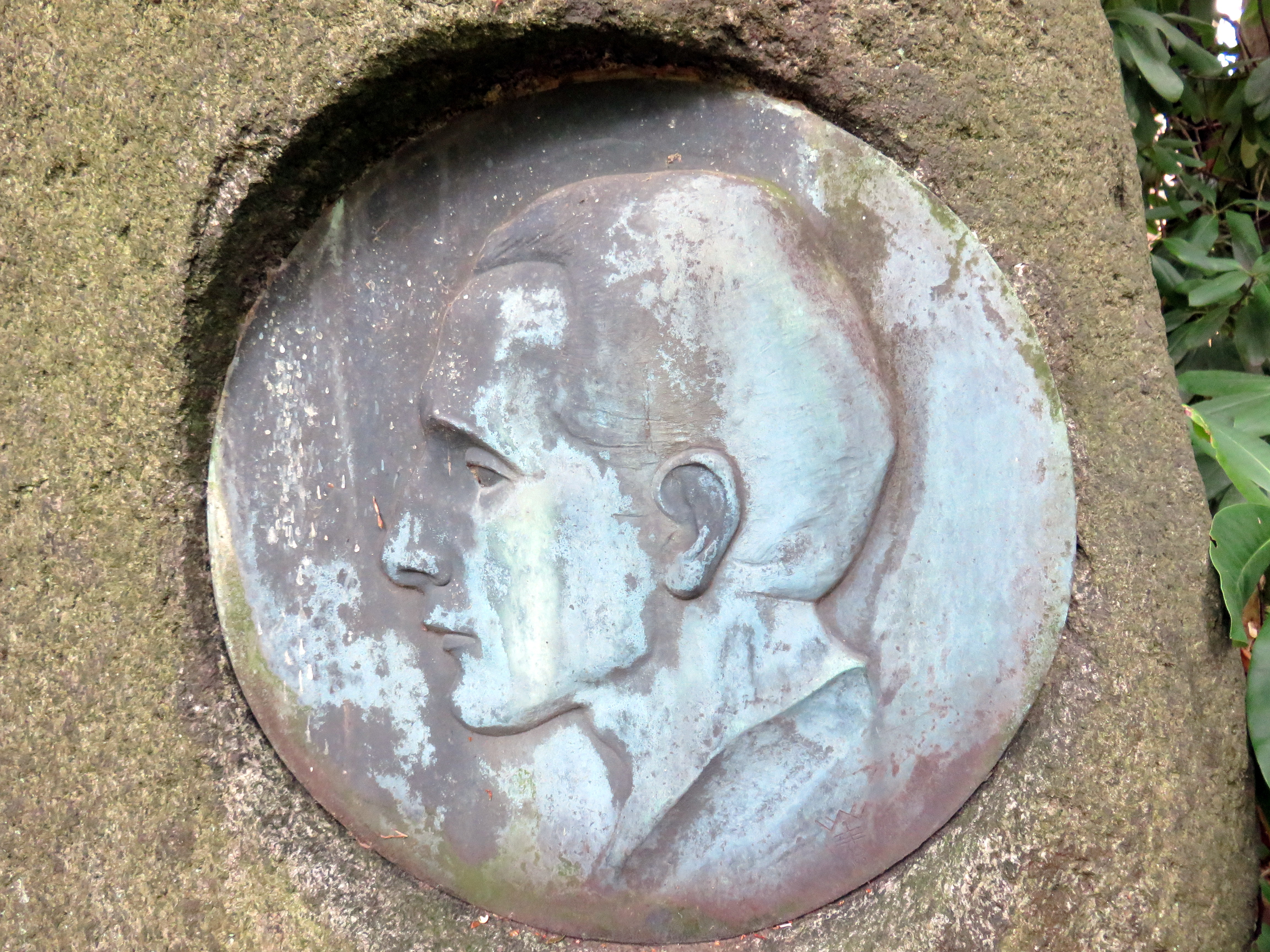
Porträtrelief von Hermann Boßdorf

Hermann Boßdorf (* 29. Oktober 1877 in Wiesenburg, Landkreis Zauch-Belzig; † 24. September 1921 in Hamburg) war ein deutscher Dramatiker und Balladendichter. Er wuchs mit Flämingisch als erster Muttersprache auf, zog aber in seinem zehnten Lebensjahr nach Hamburg um.
Boßdorf gilt als Mitbegründer des plattdeutschen Dramas. Seine Stücke werden bis heute aufgeführt.

## Leben

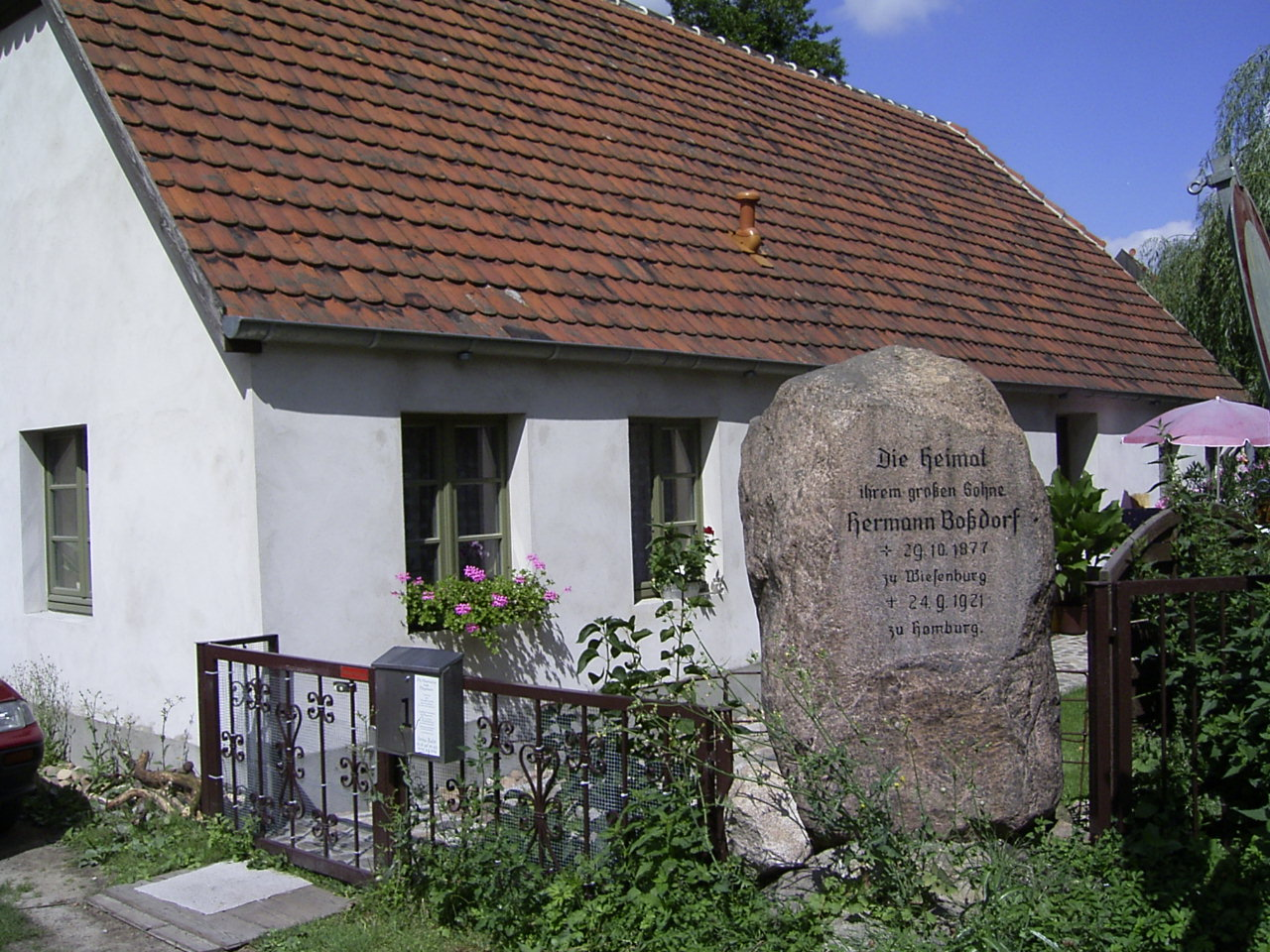
Geburtshaus in Wiesenburg

Hermann Boßdorf stammte aus kleinbürgerlichen Verhältnissen. Seine Mutter war Sophie Boßdorf (geb. Dornbusch, 1850–1939). Sein Vater Friedrich Boßdorf (1847–1914) war Schneidermeister und Büdner, ab etwa 1882 Heimatunterbeamter in Wiesenburg im Hohen Fläming. Hermann besuchte zunächst die Knabenschule seines Heimatortes. Sein Vater nahm Anfang 1888 eine neue Arbeit als Briefträger in Hamburg an und holte im Mai 1888 seine Frau und seine beiden Kinder, Hermann und seine Schwester Anna, nach Hamburg.
All in min Flämingheemat

würd plattdütsch spraken
Nach der Schulzeit wurde Boßdorf zuerst Postgehilfe und machte danach eine Ausbildung zum Post- und Telegraphenassistent. 1909 wurde ihm der Titel Obertelegraphenassistent verliehen. Während seiner Arbeit im Hamburger Haupttelegraphenamt und durch seine schwedischen Kollegen dort lernte er Dänisch und Schwedisch. Dadurch war er in der Lage, Werke nordischer Autoren in den Originalsprachen zu lesen. 1899 lernte Boßdorf seine Frau Bertha (1873–1934) kennen, die sich für übersinnliche Phänomene interessierte. Unter ihrem Einfluss beschäftigte er sich mit Astrologie und Telepathie. 
Boßdorf litt an einem schweren Nervenleiden. Im Mai 1915 brach er infolge zu häufigen Nachtdienstes bei der Telegraphie im ersten Kriegsjahr zusammen, so dass sein Arzt Hermann Plaut ihn schon aufgegeben hatte. Im Mai 1917 wurde Hermann Boßdorf mit einem Ruhegehalt von 150 RM monatlich in den Ruhestand versetzt. Am Unterkörper fast gelähmt, versuchte er mit schriftstellerischer Arbeit für seine Frau Bertha und seine bei sich wohnende Schwiegermutter zu sorgen. Ebenfalls hatte er nach dem Tod des Vaters für seine Mutter, sowie für seine Schwester und deren beiden Kinder zu sorgen.
Bereits in früher Jugend hatte Boßdorf begonnen, Dramen auf Hochdeutsch zu schreiben, die um biblische Motive kreisten. Um 1900 verfasste er dann erste Gedichte.

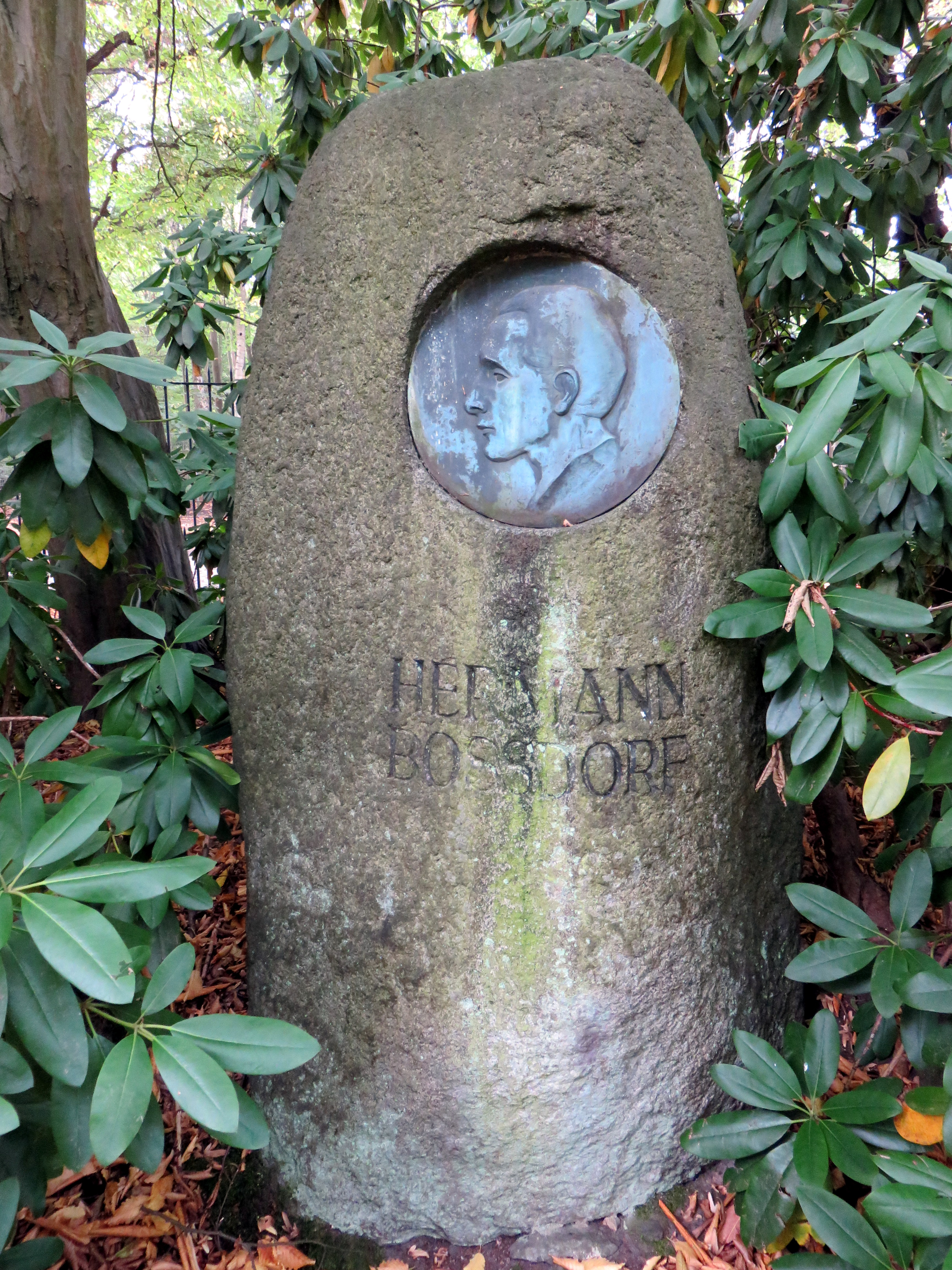
Grabmal Hermann Bossdorf auf dem Friedhof Ohlsdorf

Zeitgenossen berichten von der „gewaltig erschütternde(n) Wirkung“, die von Boßdorfs 1918 uraufgeführtem Drama De Fährkrog ausgegangen ist. Diese Wirkung nutzte die hamburgische Gesellschaft für dramatische Kunst für ihre kulturpolitischen Ziele. Das von Richard Ohnsorg geleitete Amateurtheater nannte sich fortan Niederdeutsche Bühne und verschrieb sich der Aufgabe, niederdeutsches Schauspiel öffentlich durchzusetzen. In schneller Folge verfasste Boßdorf – von Ohnsorg dazu angeregt und dramaturgisch unterstützt – seine Bühnenwerke für die Niederdeutsche Bühne Hamburg. Neben Fritz Stavenhagen ist Boßdorf so zum Wegbereiter der besonderen Kulturmission des Plattdeutsch-Theaters geworden.
Boßdorf schrieb vor allem in der nordniedersächsischen Mundart Hamburgs, neben Hochdeutsch. In mehreren seiner Texte finden sich auch Ausdrücke auf Flämingplatt, aber sehr wenige Texte sind komplett in seiner Heimatmundart verfasst, darunter das Gedicht En flämingschen Bure (1915) und der Aufsatz Plattdietsch up'n Fläming. Boßdorfs literarisches Schaffen weist vier Hauptmotive auf: die verlorene Jugendgeliebte, die Sehnsucht nach dem Kind, den Ehebruch und den Tod. In seiner Wahl der dramatischen Stoffe ist Boßdorf sicherlich durch August Strindberg beeinflusst worden. Boßdorfs gesammelte Werke wurden posthum von Willy Krogmann herausgegeben. Im Nachlass befindet sich jedoch eine Reihe unveröffentlichter Entwürfe und Fragmente. Seine Dramen werden auch heute noch gelegentlich aufgeführt, unter anderem im Hamburger Ohnsorg-Theater.
Boßdorf starb im Alter von 43 Jahren und wurde in Hamburg auf dem Friedhof Ohlsdorf im Planquadrat B 14 südlich von Kapelle 4 beigesetzt.

## Ehrungen
Zum 100. Todestag am 24. September 2021 fand in seiner alten Heimat in Wiesenburg eine Gedenkveranstaltung statt. Für den Dichter erschallten die Glocken der Marienkirche und in seiner Taufkirche wurde bei platt- und hochdeutschen Vorträgen, sowie Chorgesang an ihm erinnert. Szenen aus der Komödie "Kramer Kray", eine alte Aufzeichnung des Ohnsorg-Theaters, wurden in der Marienkirche gezeigt.
- In seinem Geburtsort ist eine Hauptstraße nach ihm benannt, vor seinem Geburtshaus steht ein Gedenkstein.
- Der Hermann-Boßdorf-Weg in Kiel-Pries ist nach ihm benannt.[9]
- Die Boßdorfstraße in Bremen-Neustadt im Ortsteil Huckelriede ist nach ihm benannt.
- 1922 erfolgte die Benennung der Boßdorfstraße in Hamburg-Eimsbüttel.
- Im Hamburg-Haus Eimsbüttel gibt es den Hermann-Boßdorf-Saal.
- Im ehemaligen Haupttelegraphenamt (heute Universitätsgebäude, Gorch-Fock-Wall 7) findet sich eine Gedenktafel.

## Werke
- Willy Krogmann: Hermann Boßdorf. Gesammelte Werke. 11 Bände, Hamburg 1952–1957

- Eekboom, plattdeutsche Ballade, 1911
- De Fährkrog, niederdeutsches Mysterium, 1919
- Bahnmeester Dod, niederdeutsche Tragödie, 1919
- Ole Klocken, niederdeutsche Balladen, 1919
- Eichen im Sturm, hochdeutsche Balladen, 1919
- De verhexte Karnickelbuck, lustige niederdeutsche Geschichten, 1919
- Der Postinspektor, hochdeutsche Humoresken, 1920
- Der Schädel vom Grasbrook, kuriose unheimliche Geschichten, 1920
- Kramer Kray, niederdeutsches Lustspiel, 1920
- Simson und die Philister, eine biblische Tragödie
- Dat Schattenspel. Plattdütsche Komeedie in een Akt
- De rode Ünnerrock, niederdeutsches Lustspiel, 1921
- Rode Ucht un anner Geschichten, übersinnliche Geschichten, 1921
- Letzte Ernte (Lieder, Balladen, Prosa), postum erschienen, 1922

Fragmente:
- Bernd Beseke, Tragödie, 1923
- Schane Hagenah, Schauspiel, 1925
- Störtebeker, Tragödie, 1928

## Verfilmung
- 1965: Der rote Unterrock – Regie: Günther Siegmund,  mit  Jochen Schenck, Otto Lüthje, Edgar Bessen, Hilde Sicks, Karl-Heinz Kreienbaum (Aufzeichnung aus dem Ohnsorg-Theater)

## Hörspiele
- 1924–26: De Fährkrog – Regie: Hans Böttcher, mit Richard Ohnsorg, Magda Bäumken, Hans Langmaack, Aline Bußmann, Hans Baas (Produzent: NORAG, Hamburg) (Fünf Liveübertragungen, mit fast der gleichen Besetzung. Nur die Rolle der Bußmann wurde abwechselnd auch von Erna Schuhmacher und Käthe Alving gesprochen)
- 1925–26: Dat Schattenspeel – Regie: Hans Böttcher (1925); Richard Ohnsorg (1926), mit Hermann Möller, Magda Bäumken, Adolf Johannesson, Ada Hamer (Produzent: NORAG, Hamburg) (Zwei Liveübertragungen)
- 1925–26: Bahnmeester Dod – Regie: Hans Böttcher, mit Richard Ohnsorg, Magda Bäumken, Hermann Möller, Ada Hamer (Produzent: NORAG, Hamburg) (Zwei Liveübertragungen)
- 1926: De rode Uennerrock – Mit Bruno Wolberts, Richard Ohnsorg, Magda Bäumken, Adolf Johannesson (NORAG, Hamburg)
- 1926: Kramer Kray – Regie: Hans Böttcher, mit Paul Möhring, Magda Bäumken, Richard Ohnsorg, Arnold Risch, Ada Hamer, Käthe Alving, Hedwig Genzmer (NORAG, Hamburg)
- 1950: Bahnmeister Dood (Produktion: NWDR Hamburg)
- 1950: Dat Schattenspeel – Regie: Fritz Börner (Produzent: RB)
- 1952: De Fährkrog – Regie: Eberhard Freudenberg, mit Carl Hinrichs, Margarethe Wisser, Hartwig Sievers (Produzent: RB)
- 1953: De Nacht mit Störtebeker – Regie: Eberhard Freudenberg, mit Walter A. Kreye, Carl Hinrichs, Hans Joachim Schenck (Produzent: RB)
- 1954: De rode Ünnerrock – Regie: Günter Jansen, mit Erwin Wirschaz, Günther Siegmund, Walter Scherau (Produzent: NWDR Hamburg)
- 1954: Kramer Kray – Regie: Eberhard Freudenberg, mit Carl Hinrichs, Hans Rastede, Ruth Bunkenburg (Produzent: RB)
- 1955: Bahnmeister Dood – Regie: Eberhard Freudenberg, mit Carl Hinrichs, Ruth Bunkenburg, Walter A. Kreye (Produzent RB)
- 1961: De Fährkrog – Mit Walter Scherau, Heidi Kabel, Gisela Wessel (Produzent: NDR)
- 1961: Kramer Kray – Regie: Wolfgang Harprecht, mit Carl Hinrichs, Hans Rolf Radula, Anneliese Tesch (Produzent: RB)
- 1977: Kramer Kray – Regie: Wolfgang Harprecht, mit Carl Hinrichs, Hans Rolf Radula, Anneliese Tesch (Produzent: RB/NDR)
- 19??: Kramer Kray – Regie: Günther Siegmund, mit Karl-Heinz Kreienbaum, Christa Johns, Heini Kaufeld, Edgar Bessen (Produzent: NDR)